# Frangar, non flectar
La locuzione latina Frangar, non flectar, tradotta letteralmente, significa "mi spezzerò, ma non mi piegherò"; nella traduzione italiana, viene citata spesso come "mi spezzo ma non mi piego". È usata come motto gentilizio; è usata anche per indicare un'integrità morale che non cede davanti a nessuna minaccia o pericolo. A volte viene usato l'adattamento con significato opposto "mi piego ma non mi spezzo" ad indicare un processo di sottomissione (o eccessivo adattamento) di fronte ad alcuni eventi negativi della vita.

## Varianti
La frase non è documentata letteralmente nella letteratura classica, ma il nesso flectere - frangere è invece presente variamente interpretato nella letteratura latina del periodo aureo:
Liv. Hist. II, 23; Lucano, Phars. III, 554; Ov. Ars II, 180; Sen. Thyestes 200 (flecti non potest, frangi potest).
È interessante il significato del nesso presentato nella sentenza di Publilio Siro:
(Lettera P, 45)
Ma il significato con cui è divulgata è ispirato da un passo di Orazio,
(Hor. Carm. III, 3, 1-8; trad. di Guido Vitali)
esalta la fermissima e incrollabile coerenza con i propri principi. Orazio con essa illustra l'ideale morale del popolo romano.

## Altre ricorrenze
In Agostino si trova la locuzione di senso opposto:
(De Catechizandis Rudibus (399), 14, 20)
Pure a chi si presenta in una palestra di Jūdō (parola che tradotta dalla lingua giapponese significa "via della cedevolezza") si insegna che la frase deve essere modificata in flectar ne frangar, "Mi piegherò per non essere spezzato".
Questo motto è stato adottato anche da altre lingue e culture, a volte in modo indipendente. Particolare fortuna ha avuto, nel mondo berbero, l'espressione, di identico significato, a nerrez wal' a neknu, utilizzata in una celebre poesia dal poeta ribelle e anticonformista Si Mohand ou-Mhand (1848-1905), successivamente impiegata da Idir Ait Amrane nel canto "berbero-nazionalista" Ekkr a mmi-s Umaziɣ ("sorgi, o figlio di Amazigh!", 1945), e divenuta poi lo slogan della Primavera berbera del 1980. Tra le tante citazioni della frase, è da ricordare che il cantautore militante Lounès Matoub ne fece il titolo di un suo brano del 1981.
In passato il motto compariva sotto la testata del quotidiano torinese La Stampa.